# Borysthenes
Borysthenes (gr. Βορυσθένης Borysthénēs) – kolonia Miletu, założona w VII w. p.n.e. Miasto leżało nad Dnieprem. Od słowa Borysthenes, oznaczającego kierunek północny, wzięła się nazwa miasta. Początkowo Borysthenes było niewielką wsią. W połowie VI w. osada rozrosła się do rozmiarów miasta i stała się centrum politycznym polis obejmującej mieszkańców wszystkich terenów nad limanem Bohu i wysepki Berezań. Borysthenes wraz z przyległymi osadami nazywano Olbie polis (gr. Ὀλβίη πόλις Olbíē pólis) lub Olbie, co znaczy "Miasto Bogate-Szczęśliwe"
Borysthenes jest również starożytną nazwą rzeki Dniepr.